# Тумер, Джин
Джин Тумер (настоящие имя и фамилия — Натан Пинчбек Тумер) (англ. Jean Toomer; 26 декабря 1894, Вашингтон США — 30 марта 1967, Дойлстаун, Пенсильвания) — афроамериканский поэт и писатель

. Видный представитель «Гарлемского ренессанса» в афроамериканской литературе США.

## Биография
Сын чернокожего, родившегося рабом, позже — вольноотпущенника. Его родители развелись в 1898 году. 
Жил в Нью-Рошелл штата Нью-Йорк. Посещал шесть высших учебных заведений (Висконсинский университет в Мадисоне, Массачусетский сельскохозяйственный колледж, Американский колледж физической культуры в Чикаго, Чикагский университет, Нью-Йоркский университет и Городской колледж Нью-Йорка). Изучал социологию, историю, сельское хозяйство и др. Некоторое время работал учителем, был директором школы для чёрных в г. Спарта (Джорджия). Позже вернулся в Нью-Йорк.
Сотрудничал в эстетско-новаторских журналах «Secession» и «Broom» и других и в негритянских буржуазных журналах «Opportunity» и «Crisis».
В конце 1920-х годов отошел от литературы.
В 1924 году соприкоснулся с учением Гурджиева во время приезда того в США. В 1924, 1926 и 1927 года ездил во Францию и обучался у Гурджиева в Фонтенбло. Продолжал учиться у мастера до середины 1930-х годов.
В 1940 году переехал в г. Дойлстаун, Пенсильвания, где примкнул к квакерам и отдалился от общества.

## Творчество
Писать начал после окончания университета. Начав литературную карьеру, взял себе псевдоним Джин Тумер. Писал и публиковал свои первые рассказы, интересовался восточной философией.
Джин Тумер — один из членов группы «Молодое поколение». Наиболее известная книга Джина Тумера — «Тростник» (Cane, 1923) — представляет собой сборник прозы и стихов о южном штате Джорджия. Для автора юг — не проблема, требующая разрешения, а мир красоты, который должен быть воспет; негр из Джорджии — не угнетенный раб, а материал для ярких полотен. Американская буржуазная критика с удовольствием отметила его, как «художника, которого можно рассматривать независимо от расовой принадлежности» и который из негритянских тем создает «то абстрактное и абсолютное, что называют искусством».
Джин Тумер — эстет-импрессионист, который и в прозе своей является прежде всего поэтом, стремящимся к музыкальному эффекту и остроте образа.
Автор ряда книг, посвящённых квакерской тематике, в т. ч. «Толкование богослужения Друзей» (An Interpretation of Friends Worship, 1947) и «Человеческая особенность» (The Flavor of Man, 1949).
Перестал публиковать свои работы в 1950 году, хотя после этого продолжал писать для себя, составив, в частности, несколько автобиографий.